# 朱雨大
朱雨大（Chu Yue Tai），生於香港，是一名退役足球運動員，司職中場，曾入選香港足球代表隊。

## 球員生涯
朱雨大出身於香港甲組足球聯賽老牌球會南華，1987-88年度球季外借予「升班馬」保濟，表現出色全季射入7球，成為球隊首席射手。雖然保濟護級失敗降回乙組，但朱雨大被南華收回，並且獲得不少上陣機會，惟始終未能成為球隊主力。
1993年夏天，終於決定離開母會南華轉投星島。1998年轉會加盟好易通，好易通於1999年夏天宣布退出，朱雨大遂跟隨周氏兄弟轉投新加入甲組的晨曦，2000年重返母會南華效力。
結束球員生涯後，朱雨大轉職的士司機，惟仍有以業餘身份參與乙、丙組聯賽。

## 國際賽
朱雨大於1992年6月14日作客澳門的港澳埠際賽，首次代表香港代表隊上陣。

## 外部連結
- 香港足球總會網頁球員註冊資料 （页面存档备份，存于）